# شهرستان شیاهه
شهرستان شیاهه (به لاتین: Xiahe County) یک شهرستان‌های جمهوری خلق چین در چین است که در ولایت خودمختار گاننان تبتی واقع شده‌است.